# Aixurxaduni
Aixurxaduni o Aššur-šadûni va ser un rei d'Assíria que va governar només durant un mes, cap a l'any 1475 aC o 1470 aC.
La Llista dels reis d'Assíria dona el temps del seu govern, però no n'assenyala la causa del poc temps del seu regnat, a part del fet que va ser enderrocat; el text diu: [el seu oncle] "el va fer fora". Se sap que era fill de Nurili, que no havia tingut un regnat gaire llarg i segurament va morir relativament jove; sembla probable que aquest Aixurxaduni fos menor d'edat i no va trigar a ser apartat del poder per Aixurrabi I, germà de Nurili. Com que se sap que era vassall de Mitanni, és possible que hagués tingut el suport hurrita pel seu cop d'estat. La dependència de Mitanni va durar fins a l'inici del segle xiv aC.